# ELIZA-Effekt
Der ELIZA-Effekt (auch Eliza-Effekt) bezeichnet das Verhalten einer Person, textbasierten Dialogsystemen (z. B. Chatbots) menschliche Eigenschaften wie Gefühle, Verstehen und Empathie zuzuschreiben. Der Effekt ist nach dem Computerprogramm ELIZA benannt. Dessen Entwickler, Joseph Weizenbaum, hatte ursprünglich die Unmöglichkeit tiefgründiger Kommunikation zwischen Mensch und Maschine zeigen wollen, beobachtete allerdings das Gegenteil: “I had not realized […] that extremely short exposures to a relatively simple computer program could induce powerful delusional thinking in quite normal people.”

## Trivia
Das Staatsschauspiel Dresden zeigte im Jahr 2022 das Stück Eliza Effekt.